# نوویارکی
نوویارکی (به لاتین: Novoyarki) یک منطقهٔ مسکونی در روسیه است که در سرزمین آلتای واقع شده‌است.